# Kombinacja norweska na Mistrzostwach Świata Juniorów w Narciarstwie Klasycznym 2014
Kombinacja norweska na 34. Mistrzostwach Świata Juniorów odbyła się w dniach 30 stycznia - 1 lutego 2014 roku we włoskim Predazzo. Zawodnicy rywalizowali w trzech konkurencjach: sprincie, zawodach metodą Gundersena oraz zawodach drużynowych.

## Wyniki

### Gundersen HS100/10 km
30 stycznia
| Pozycja | Zawodnik              | Narodowość | Czas        |
| ------- | --------------------- | ---------- | ----------- |
|         | Philipp Orter         | Austria    | 29:47,1 min |
|         | Ilkka Herola          | Finlandia  | +4,0 s      |
|         | David Welde           | Niemcy     | +32,3 s     |
| 4.      | Hugo Buffard          | Francja    | +33,4 s     |
| 5.      | Bernhard Flaschberger | Austria    | +38,4 s     |
| 6.      | Sindre Pettersen      | Norwegia   | +47,0 s     |
| 7.      | Jakob Lange           | Niemcy     | +1:19,5 min |
| 8.      | Terence Weber         | Niemcy     | +1:27,0 min |
| 9.      | Marcus Torni          | Finlandia  | +1:46,8 min |
| 10.     | Martin Fritz          | Austria    | +1:52,7 min |

### Sprint HS100/5 km
1 lutego
| Pozycja | Zawodnik             | Narodowość | Czas        |
| ------- | -------------------- | ---------- | ----------- |
|         | Philipp Orter        | Austria    | 13:44,2 min |
|         | David Welde          | Niemcy     | +0,1 s      |
|         | Martin Fritz         | Austria    | +1,8 s      |
| 4.      | Jewgienij Klimow     | Rosja      | +13,0 s     |
| 5.      | Tomáš Portyk         | Czechy     | +13,7 s     |
| 6.      | Jarl Magnus Riiber   | Norwegia   | +32,6 s     |
| 7.      | Kristjan Ilves       | Estonia    | +53,4 min   |
| 8.      | Harald Johnas Riiber | Norwegia   | +1:01,2 min |
| 9.      | Hugo Buffard         | Francja    | +1:02,5 min |
| 10.     | Jakob Lange          | Niemcy     | +1:04,3 min |

### Sztafeta HS100/4x5 km
2 lutego
| Pozycja | Państwo           | Zawodnicy                                                            | Czas    |
| ------- | ----------------- | -------------------------------------------------------------------- | ------- |
|         | Austria           | Bernhard Flaschberger Martin Fritz Fabian Steindl Philipp Orter      | 47:46.9 |
|         | Niemcy            | Dominik Schwaar Terence Weber Jakob Lange David Welde                | +4.5    |
|         | Norwegia          | Sindre Pettersen Jarl Magnus Riiber Sigmund Kielland Emil Vilhelmsen | +1:12.7 |
| 4.      | Finlandia         | Marcus Torni Ville Heikkinen Arttu Mäkiaho Arttu Ålander             | +1:40.2 |
| 5.      | Francja           | Hugo Buffard Thomas Strappazzon Laurent Muhlethaler Tom Balland      | +4:30.1 |
| 6.      | Rosja             | Aleksandr Owsiannikow Maksim Kipin Nikita Oks Jewgienij Klimow       | +5:22.7 |
| 7.      | Polska            | Krystian Gryczuk Michał Pytel Jan Łowisz Marcin Budz                 | +5:41.5 |
| 8.      | Włochy            | Raffaele Buzzi Luca Gianmoena Martin Taschler Paolo Corradini        | +6:13.1 |
| 9.      | Stany Zjednoczone | Jasper Good Erik Lynch Ben Berend Aleck Gantick                      | +6:41.9 |
| 10.     | Japonia           | Gō Yamamoto Hisaki Nagamine Ryota Yamamoto Shota Horigome            | +7:15.4 |

## Klasyfikacja medalowa
| Miejsce | Państwo   |   |   |   | złoto · srebro · brąz |
| ------- | --------- | - | - | - | --------------------- |
| 1.      | Austria   | 3 | 0 | 1 | 4                     |
| 2.      | Niemcy    | 0 | 2 | 1 | 3                     |
| 3.      | Finlandia | 0 | 1 | 0 | 1                     |
| 4.      | Norwegia  | 0 | 0 | 1 | 1                     |